# Unterentfelden
Unterentfelden é uma comuna da Suíça, no Cantão Argóvia, com cerca de 3.481 habitantes. Estende-se por uma área de 2,87 km², de densidade populacional de 1.213 hab/km². Confina com as seguintes comunas: Aarau, Eppenberg-Wöschnau (SO), Oberentfelden, Schönenwerd (SO), Suhr. 
A língua oficial nesta comuna é o Alemão.